# Monts Hillary
Pour les articles homonymes, voir Hillary.

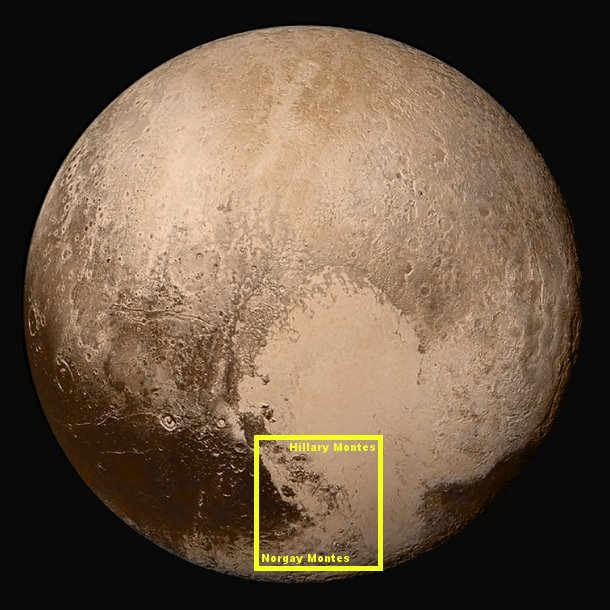
Positions des monts Hillary par rapport aux monts Norgay.

Les monts Hillary (Hillary Montes) sont une chaîne de montagnes située sur la planète naine Pluton, nommée d'après l'alpiniste Edmund Hillary, et atteignant environ 1,6 km de hauteur.
Le nom de monts Hillary, proposé par l'équipe de New Horizons en juillet 2015, est officiellement approuvé par l'Union astronomique internationale le 7 septembre 2017.